# James L. Brooks
James Lawrence "Jim" Brooks (North Bergen, Nova Jersey, 9 de maig de 1940) és un productor, guionista i director de cinema estatunidenc, guanyador de l'oscar al millor director el 1983.
Va començar a treballar en televisió, al costat del productor de documentals David L. Wolper, com aprenent en el noticiari de la CBS. El 1969 va realitzar la sèrie televisiva Room 222. Associat amb l'escriptor Allan Burns, va produir, entre 1970 i 1977, el reeixit Mary Tyler Moore Show, un programa que va guanyar nombrosos premis. En TV, va ser responsable de comèdies com Cheers i Taxi. També va ser el productor i guionista de Starting Over (1979) i va treballar ocasionalment d'actor en films com Albert Brooks's Real Life (1979).
El 1983 va dirigir un èxit al gust de l'Acadèmia de Hollywood i es va endur diversos premis amb La força de la tendresa (Terms of Endearment), entre els quals destaquen l'oscar a la millor pel·lícula i l'oscar al millor director. El 1987 va dirigir Al caient de la notícia (Broadcast News), posteriorment es va dedicar a produir comèdies com Big (1988), Say Anything (1989), i Jerry Maguire (ídem, 1996), ambdues de Cameron Crowe.

## Filmografia

### Cinema
| Any  | Pel·lícula                                          | Posicions                       | Notes |
| ---- | --------------------------------------------------- | ------------------------------- | --- |
| 1979 | Starting Over                                       | Productor Guionista             | |
| 1979 | Real Life                                           | Actor                           | Jutge de conducció |
| 1981 | Modern Romance                                      | Actor                           | David |
| 1983 | La força de la tendresa (Terms of Endearment)       | Director Productor Guionista    | Oscar a la millor pel·lícula Oscar al millor director Oscar al millor guió adaptat Globus d'Or al millor guió Nominació − Globus d'Or al millor director                                 |
| 1987 | Broadcast News                                      | Director Productor Guionista    | Nominació − Oscar a la millor pel·lícula Nominació − Oscar al millor guió original Nominació − Os d'Or Nominació − Globus d'Or al millor director Nominació − Globus d'Or al millor guió |
| 1988 | Big                                                 | Productor                       | |
| 1989 | Say Anything...                                     | Productor executiu              | |
| 1989 | The War of the Roses                                | Co-productor                    | |
| 1994 | I'll Do Anything                                    | Director Productor Guionista    | |
| 1996 | Bottle Rocket                                       | Productor executiu              | |
| 1996 | Jerry Maguire                                       | Co-productor                    | Nominació − Oscar a la millor pel·lícula |
| 1997 | Millor, impossible (As Good as It Gets)             | Director Co-Guionista Productor | Nominació − Oscar a la millor pel·lícula Nominació − Oscar al millor guió original Nominació − Globus d'Or al millor director Nominació − Globus d'Or al millor guió                     |
| 2001 | Els nois de la meva vida (Riding in Cars with Boys) | Co-productor                    | |
| 2004 | Spanglish                                           | Director Productor Guionista    | |
| 2007 | The Simpsons Movie                                  | Co-productor Coguionista        | |
| 2010 | Com saps si...?                                     | Director Productor Guionista    | |
| 2012 | The Longest Daycare                                 | Co-productor Coguionista        | |

### Televisió
| Any          | Sèrie                                 | Posicions                                                       | Notes |
| ------------ | ------------------------------------- | --------------------------------------------------------------- | --- |
| 1965         | Men in Crisis                         | Productor Guionista                                             | Episodis: "Halsey vs Yamamoto" i "Kennedy vs Khrushchev" |
| 1965         | October Madness: The World Series     | Guionista                                                       | Documental TV |
| 1965–1966    | Time-Life Specials: The March of Time | Guionista                                                       | Episodis: "And Away We Go", "The Odyssey of the Automobile" i"The Enterprise in Action" |
| 1966         | My Mother the Car                     | Guionista                                                       | Episodis: "It Might as Well be Spring as Not" i "The Blabbermouth" |
| 1966–1967    | That Girl                             | Guionista                                                       | Episodis: "Christmas and the Hard-Luck Kid", "Rain, Snow, and Rice" i "Pass the Potatoes, Ethel Merman" |
| 1967         | Hey, Landlord                         | Guionista                                                       | Episodi: "Sharin' Sharon" |
| 1967         | Accidental Family                     | Guionista Editor història                                       | Episodi: "Hot Kid in a Cold Town" |
| 1968         | The Andy Griffith Show                | Guionista                                                       | Episodis: "The Mayberry Chef" i "Emmett's Brother-in-Law" |
| 1968         | My Three Sons                         | Guionista                                                       | Episodi: "The Perfect Separation" |
| 1968         | The Doris Day Show                    | Guionista                                                       | Episodi: "The Job" |
| 1968         | Good Morning, World                   | Guionista                                                       | Episodi: "Pot Luckless" |
| 1968         | Mayberry R.F.D.                       | Guionista                                                       | Episodi: "Youth Takes Over" |
| 1969         | My Friend Tony                        | Guionista Editor història                                       | Episodi: "Encounter" |
| 1969–1970    | Room 222                              | Creador Guionista                                               | 113 Episodis |
| 1970–1977    | The Mary Tyler Moore Show             | Creador Productor executiu Productor Consultor guió Guionista   | 168 Episodis Primetime Emmy a la millor sèrie còmica (1975, 1976, 1977) Primetime Emmy al millor guió de sèrie còmica (1971, 1977) Nominació − Primetime Emmy a la millor sèrie còmica (1972, 1973, 1974) Nominació − Primetime Emmy al millor guió de sèrie còmica (1973)                                                                        |
| 1973         | Going Places                          | Guionista                                                       | Curtmetratge TV |
| 1974         | Thursday's Game                       | Productor Guionista                                             | Telefilm |
| 1974         | Paul Sand in Friends and Lovers       | Creador Guionista                                               | 15 Episodis |
| 1974–1978    | Rhoda                                 | Actor Creador Productor executiu Productor Guionista            | 110 Episodis Nominació − Primetime Emmy a la millor sèrie còmica (1975) Nominació − Primetime Emmy al millor guió de sèrie còmica (1975) |
| 1975–1977    | Phyllis                               | Creador                                                         | 48 Episodis |
| 1976         | Saturday Night Live                   | Actor                                                           | Episodi: "Elliot Gould/Anne Murray" (com a Paul Reynold) |
| 1977–1982    | Lou Grant                             | Creador Consultor executiu Productor executiu Guionista         | 114 episodis Nominació − Primetime Emmy a la millor sèrie dramàtica (1978) |
| 1978         | Cindy                                 | Consultor creatiu Productor Guionista                           | Telefilm |
| 1978–1983    | Taxi                                  | Creador Consultor creatiu executiu Productor executiu Guionista | 114 episodis Nominació − Primetime Emmy a la millor sèrie còmica (1979, 1980, 1981) Nominació − Primetime Emmy a la millor sèrie còmica (1982, 1983) |
| 1979–1980    | The Associates                        | Creador Productor executiu                                      | 13 episodis |
| 1980         | Carlton Your Doorman                  | Guionista                                                       | Curtmetratge de televisió |
| 1987–1990    | The Tracey Ullman Show                | Productor executiu Guionista                                    | 80 episodis Primetime Emmy al millor programa musical o de varietats (1989, 1990) Primetime Emmy al millor guió de programa musical o de varietats (1990) Nominació − Primetime Emmy al millor programa musical o de varietats (1987, 1988, 1990) Nominació − Primetime Emmy al millor guió de programa musical o de varietats (1987, 1988, 1989) |
| 1989–present | The Simpsons                          | Actor Consultor creatiu Productor executiu Productor Guionista  | Episodi: "A Star Is Born Again" (com a ell mateix) Primetime Emmy al millor programa d'animació (1990, 1991, 1995, 1997, 1998, 2000, 2001, 2003, 2006, 2008) Nominació − Primetime Emmy al millor programa d'animació (1992, 1996, 1999, 2002, 2004, 2005, 2007, 2009, 2010, 2011, 2012, 2013)                                                    |
| 1991–1992    | Sibs                                  | Productor executiu                                              | |
| 1993         | Phenom                                | Productor executiu                                              | 22 episodis |
| 1994–1995    | The Critic                            | Consultor creatiu executiu Productor executiu                   | 7 episodis |
| 2001         | What About Joan                       | Productor                                                       | |